# OBK (Musikgruppe)
OBK ist eine Elektropop-Gruppe aus Barcelona (Spanien), die von Jordi Sánchez und Miguel Arjona gegründet wurde. Die beiden Musiker wurden maßgeblich von Gruppen wie Depeche Mode, Yazoo und Orchestral Manoeuvres in the Dark beeinflusst, was sich auch an ihrem Bandnamen bemerkbar macht. So ist OBK die Abkürzung für „Oberkorn (It’s a Small Town)“, die B-Seite der Depeche-Mode-Single „The Meaning of Love“. 1991 veröffentlichten sie beim Label Blanco y Negro Music ihr Debüt, Llámalo Sueño.

## Stil
Der Stil der Gruppe ist dem Genre Synthpop bzw. dem Elektropop zuzuordnen. Neben Liedern stark elektronischer Machart finden sich auf den Alben auch immer wieder Balladen von leicht klassischer Prägung, wie beispielsweise Falsa moral. In ihrem Heimatland bekam die Popularität der Gruppe 1996 deutlich Aufwind mit der Veröffentlichung des Albums Donde el corazón nos lleve. Sie wurde zwei Jahre später mit der Compilation Singles 91–98 noch einmal verstärkt.

## Diskografie

### Alben
- 1991: Llámalo sueño (ES: ×3Dreifachplatin )
- 1993: Momentos de fe (ES: Platin)
- 1995: Trilogía (ES: Gold)
- 1996: Donde el corazón nos lleve
- 1998: Singles 91–98 (ES: ×2Doppelplatin )
- 2000: Antropop (ES: ×2Doppelplatin )
- 2001: Extrapop (ES: Gold)
- 2003: Babylon (ES: Gold)
- 2004: Sonorama

| Jahr | Titel                                   | Höchstplatzierung, Gesamtwochen, AuszeichnungChartsChartplatzierungen (Jahr, Titel, Platzierungen, Wochen, Auszeichnungen, Anmerkungen) | Anmerkungen                                            |
| Jahr | Titel                                   | ES | Anmerkungen                                            |
| ---- | --------------------------------------- | --- | ------------------------------------------------------ |
| 2005 | Feeling                                 | ES5 Gold · (8 Wo.)ES |                                                        |
| 2008 | Ultimatum                               | ES8 (13 Wo.)ES | Erstveröffentlichung: 23. September 2008               |
| 2011 | 20 - Nuevas versiones singles 1991/2011 | ES1 (20 Wo.)ES | Erstveröffentlichung: 9. Mai 2011                      |
| 2012 | Promises                                | ES33 (1 Wo.)ES | Erstveröffentlichung: 26. Juni 2012 feat. Pierre N’Sue |
| 2013 | Revolución                              | ES7 (8 Wo.)ES | Erstveröffentlichung: 17. September 2013               |
| 2015 | De corazón                              | ES5 (3 Wo.)ES | Erstveröffentlichung: 23. Oktober 2015                 |
| 2016 | Live in México                          | ES39 (2 Wo.)ES | Erstveröffentlichung: 25. November 2016                |

### Singles
| Jahr | Titel Album                     | Höchstplatzierung, Gesamtwochen, AuszeichnungChartsChartplatzierungen (Jahr, Titel, Album, Platzierungen, Wochen, Auszeichnungen, Anmerkungen) | Anmerkungen |
| Jahr | Titel Album                     | ES | Anmerkungen |
| ---- | ------------------------------- | --- | ----------- |
| 2000 | Tu sigue asi (remixes) Antropop | ES5 (6 Wo.)ES |             |
| 2000 | El cielo no entiende Antropop   | ES15 Gold · (1 Wo.)ES |             |
| 2003 | Lucifer Babylon                 | ES16 (1 Wo.)ES |             |
| 2003 | Quiereme otra vez Babylon       | ES9 (2 Wo.)ES |             |
| 2003 | La herida Babylon               | ES14 (2 Wo.)ES |             |
| 2004 | Mírame bien Babylon             | ES6 (3 Wo.)ES |             |
| 2005 | Sin rencor Feeling              | ES1 (6 Wo.)ES |             |
| 2006 | A ras de suelo Feeling          | ES6 (5 Wo.)ES |             |
| 2011 | Oculta realidad –               | ES21 (4 Wo.)ES |             |

## Auszeichnungen für Musikverkäufe
Anmerkung: Auszeichnungen in Ländern aus den Charttabellen bzw. Chartboxen sind in ebendiesen zu finden.
| Land/RegionAuszeichnungen für Musikverkäufe (Land/Region, Auszeichnungen, Verkäufe, Quellen) | Gold     | Platin     | Verkäufe  | Quellen                     |
| -------------------------------------------------------------------------------------------- | -------- | ---------- | --------- | --------------------------- |
| Spanien (Promusicae)                                                                         | 5× Gold5 | 8× Platin8 | 1.030.000 | elportaldemusica.es ES2 ES3 |
| Insgesamt                                                                                    | 5× Gold5 | 8× Platin8 |           |                             |